# Nguyễn Mạnh Kiểm
Nguyễn Mạnh Kiểm (1938–2020) là một kỹ sư xây dựng, chính khách và nhà thơ Việt Nam, từng giữ chức Bộ trưởng Bộ Xây dựng Việt Nam, Chủ tịch Tổng hội Xây dựng Việt Nam.

## Cuộc đời
Giáo sư, Tiến sĩ Nguyễn Mạnh Kiểm sinh ngày 30 tháng 10 năm 1938 ở xã Chí Tiên, huyện Thanh Ba, tỉnh Phú Thọ. Năm 1956, ông tốt nghiệp lớp 9 (hệ 9 năm) và đến Hà Nội thi Đại học, trúng tuyển Khóa I Khoa Xây dựng trường Đại học Bách khoa Hà Nội (nay là Khoa Xây dựng Dân dụng và Công nghiệp Trường Đại học Xây dựng Hà Nội). Năm 1960, ông tốt nghiệp và được phân công đến công tác ở Bộ Kiến trúc, được cử sang Viện Khoa học Kiến trúc Bắc Kinh (Trung Quốc) thực tập để chuẩn bị cho sự thành lập của Viện Thí nghiệm Vật liệu xây dựng (nay là Viện Khoa học công nghệ xây dựng).
Ngày 18 tháng 11 năm 1963, Viện Thí nghiệm Vật liệu xây dựng thuộc Bộ Kiến trúc được thành lập, ông được phân công công tác ở Viện, lần lượt trở thành Trưởng phòng, Viện phó rồi Viện trưởng. Năm 1973, công trình Lăng Chủ tịch Hồ Chí Minh được khởi công, ông khi đó đang giữ chức vụ Viện phó Viện Thí nghiệm vật liệu xây dựng được Bộ trưởng Bùi Quang Tạo phân công "đặc trách lo việc tổ chức và trực tiếp chỉ đạo mọi hoạt động của Viện có liên quan đến việc phục vụ xây dựng Lăng Bác và Quảng trường Ba Đình".
Năm 1983, ông được bổ nhiệm làm Thứ trưởng Bộ Xây dựng (thành lập từ Bộ Kiến trúc và Ủy ban kiến thiết cơ bản Nhà nước). Ngày 26 tháng 9 năm 1997, ông được bổ nhiệm làm Bộ trưởng Bộ Xây dựng. Về mặt Đảng, ông là Bí thư Ban cán sự Đảng Bộ Xây dựng. Năm 2002, ông thôi chức vụ Bộ trưởng và nghỉ hưu.
Sau khi kết thúc hoạt động chính trị, ông tiếp tục tham gia các hoạt động quản lý và nghiên cứu khoa học, như Ủy viên Đoàn Chủ tịch Liên hiệp các Hội Khoa học và Kỹ thuật Việt Nam, Chủ tịch Tổng hội Xây dựng Việt Nam, Ủy viên Hội đồng khoa học Viện nghiên cứu phát triển Phương Đông.
Năm 2005, ông thuộc tập thể các tác giả nhận Giải thưởng Hồ Chí Minh về Khoa học Công nghệ với công trình Cụm công trình nghiên cứu các giải pháp khoa học công nghệ xây dựng công trình phòng thủ bảo vệ Tổ quốc, giai đoạn 1956-1975.
Ông mất vào ngày 2 tháng 1 năm 2020, hưởng thọ 83 tuổi.

## Sự nghiệp thơ ca
Ngoài công tác nghiên cứu khoa học, Giáo sư Nguyễn Mạnh Kiểm còn là một nhà thơ. Trong cuộc đời mình, ông đã sáng tác hơn 200 bài thơ thuộc các chủ đề: thời học sinh, quê hương, gia đình, nghề nghiệp, tình yêu, tình bạn...

## Gia đình
Phu nhân của ông là bà Trần Mỹ Vượng, nguyên Tổng biên tập Tạp chí Xây dựng.

## Tác phẩm

### Khoa học
- Nghiên cứu xử lý cát, sỏi biển để chế tạo vữa và bê tông - Phương pháp rửa cát biển (1997, đồng tác giả)
- Tuyển tập tiêu chuẩn xây dựng của Việt nam (8 tập, 1997, chủ biên)
- Phát triển kiến trúc nhà ở tại các đô thị Việt Nam đến năm 2010 (1999, đồng tác giả với Nguyễn Việt Châu)

### Thơ
- Tình nghề nghiệp
- Nghĩa gia đình
- 50 năm khúc đường nghề
- Nguồn điện
- Tình nghề nghiệp, nghĩa gia đình (2015)[1]

## Tặng thưởng
- Huân chương Độc lập hạng Nhì
- Huân chương Lao động hạng Nhất
- Huân chương chống Mỹ cứu nước hạng Ba
- Huy chương Vì sự nghiệp Lao động, Thương binh và Xã hội
- Huy chương Vì Sự nghiệp Xây dựng
- Huy chương Vì Sự nghiệp Xây dựng tổ chức Công đoàn Việt Nam
- Huy chương Vì thế hệ Trẻ, Huy chương Vì sự nghiệp Giáo dục đào tạo
- Huy chương Vì Sự nghiệp các Hội Khoa học kỹ thuật Việt Nam
- Huy chương ngành Xây dựng Cuba
- Huy hiệu 55 năm tuổi Đảng[13]
- Giải thưởng Hồ Chí Minh về Khoa học Công nghệ

## Quan điểm
- Hệ thống kết cấu hạ tầng giao thông của ta còn ở dưới mức trung bình. Kết cấu hạ tầng nói chung còn trong tình trạng yếu kém, quy mô nhỏ bé, hầu hết chưa đạt yêu cầu kỹ thuật, năng lực hạn chế, chưa tạo được sự kết nối liên hoàn, nhất là về giao thông vận tải. (Ý kiến tại Hội nghị về cơ sở hạ tầng Việt Nam 2007)[14]

- Nguyên tắc của lập quy hoạch là phải dựa trên chiến lược phát triển kinh tế - xã hội đã có, trong khi hiện nay chiến lược này lại mới đang được xây dựng. (Ý kiến tại Hội nghị của giới quy hoạch, kiến trúc về Đồ án quy hoạch Thủ đô)[15]

## Bên lề
Theo Thạc sĩ Trần Bích Hạnh, sở dĩ GS Nguyễn Mạnh Kiểm lựa chọn theo học ngành Kiến trúc là nhờ cảm hứng từ ca khúc Đoàn ta xây dựng trường của nhạc sĩ Phong Nhã. Vì thời gian ông học cấp hai cũng là những năm cuối của cuộc kháng chiến chống Pháp, học sinh thường tham gia hoạt động xây dựng trường học để củng cố hậu phương. Họ thường hát những ca khúc để "khiến không khí và tinh thần lao động sôi nổi, hăng hái hơn".